# Alexandra Coletti
 Alexandra Coletti (Monte Carlo, 8 augustus 1983) is een Monegaskische alpineskiester. Ze is tevens de oudere zus van autocoureur Stefano Coletti.

## Carrière
Coletti maakte haar wereldbekerdebuut in februari 2001 tijdens de afdaling in Lenzerheide.
In 2006 nam Coletti deel aan de Olympische Winterspelen 2006. Haar beste resultaat liet ze optekenen op de afdaling met een 31e plaats. Ook 4 jaar later, in Vancouver, was Coletti van de partij. Ze eindigde 19e op de supercombinatie. 
Ze behaalde nog nooit een podiumplaats in een wereldbekerwedstrijd.

## Resultaten

### Wereldkampioenschappen
| Jaar | Plaats                 | Resultaten                                            |
| ---- | ---------------------- | ----------------------------------------------------- |
| 2007 | Åre                    | 23e Super G 25e Afdaling DNF Reuzenslalom             |
| 2009 | Val-d'Isère            | DNF Super G DNF Afdaling DNF Supercombinatie          |
| 2011 | Garmisch-Partenkirchen | 22e Supercombinatie 24e Afdaling 30e Super G          |
| 2013 | Schladming             | 29e Afdaling DNS1 Super G DNF2 Supercombinatie        |
| 2015 | Vail/Beaver Creek      | 21e Afdaling DNF1 Super G DNF1 Combinatie             |
| 2017 | Sankt Moritz           | 28e Afdaling DNF1 Super G DNF1 Combinatie DNS1 Slalom |

### Olympische Spelen
| Jaar | Plaats      | Resultaten                                                          |
| ---- | ----------- | ------------------------------------------------------------------- |
| 2006 | Turijn      | 31e Afdaling 33e Slalom 41e Super G DNF Combinatie DNF Reuzenslalom |
| 2010 | Vancouver   | 19e Supercombinatie 24e Afdaling 25e Super G DNF Reuzenslalom       |
| 2014 | Sotsji      | DNF1 Supercombinatie DNF1 Afdaling                                  |
| 2018 | Pyeongchang | 27e Afdaling 30e Super G DNS1 Combinatie                            |

### Wereldbeker

#### Eindklasseringen
| Seizoen   | Algm | AD  | SG  | SC  |
| --------- | ---- | --- | --- | --- |
| 2003/2004 | 96e  | 47e | 43e |     |
| 2005/2006 | 112e | 54e | -   |     |
| 2006/2007 | 86e  | 34e | 45e |     |
| 2010/2011 | 127e | -   | -   | 44e |
| 2011/2012 | 107e | 46e | 49e | -   |
| 2014/2015 | 120e | 45e | -   | -   |
| 2015/2016 | 105e | 41e | -   | -   |
| 2016/2017 | 114e | 46e | -   | -   |
| 2017/2018 | 128e | 47e | -   | -   |